# Vlag van Havelange
De vlag van Havelange is bevestigd door het gemeentebestuur als de vlag van de Naamse gemeente Havelange. De vlag kan als volgt worden beschreven:
Blauw, met een oversnijdend geel kruis
De vlag is volledig gebaseerd op het gemeentewapen en ziet er dus helemaal hetzelfde uit.